# Västergötlands runinskrifter 56
Vg 56 är en vikingatida hednisk runsten av sandsten i Källby ås, Källby socken och Götene kommun.
Runsten är av sandsten, 3,1 m hög, 1,43 m bred (i ÖNÖ-VSV riktning) och 0,2 m tjock. Inskriften vetter åt SSÖ. Runslingan finns i högra kanten och är 1,8 m hög.  Runhöjd är 16-18 cm. Resten av stenens yta upptas av en mansfigur  som tolkas som Tor med styrkebältet eller en bärsärk. Stenen är imålad med rött (1974 och 1984). Runstenen står eventuellt på en stensättning vars S och V del dock är helt borta. Enligt Västergötlands runinskrifter flyttades stenen till sin nuvarande plats vid Källby hallar från Skälvums by 1669 där den legat som brosten över en bäck. Runstenen står ca 10 m NNV om runstenen Vg 55 (23:3).

## Inskriften
Translitterering av runraden:
stur-akʀ + sati + stin + þasi + (i)ftiʀ + kaur + faþur + sin
Normalisering till runsvenska:
Styr[l]akʀ/Styr[l]augr satti stæin þannsi æftiʀ kaur, faður sinn.
Översättning till nusvenska:
Styrlag (?) satte denna sten efter Kår, sin fader.

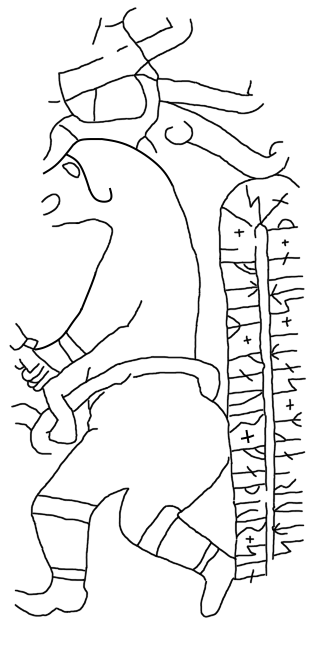
Den synliga ristningen.

Alternativ Translitterering av runraden: 
ᛋᛏᚢᚱ╵ᛅᚴᛦ × ᛋᛅᛏᛁ × ᛋᛏᛁᚾ × ᚦᛅᛋᛁ × ᛧᚠᛏᛁᛦ × ᚴᛅᚢᚱ × ᚠᛅᚦᛁᚱ × ᛋᛁᚾ
''stursagʀ''(?) sati stin þasi ʀftiʀ ''gaur''(?) faþir sin
Översättning till nusvenska: 
Stursagr satte stenen denna efter Gaur, sin fader

Stursagr* och Gaur* skulle kunna vara namn som beskrivs på stenen.